# همایون همایون
همایون همایون (زاده ۱۳۵۳ مرکز خوست) سیاستمدار افغانستان و نماینده مردم ولایت خوست در دوره شانزدهم مجلس نمایندگان است. وی در مجلس شانزدهم نمایندگان افغانستان عضو کمیسیون امور دفاعی و تمامیت ارضی می‌باشد.

## زندگی‌نامه
همایون همایون زاده ۱۳۵۳ از مرکز ولایت خوست می‌باشد. ایشان تحصیلات دبیرستان خود را در لیسه (Nazo ana) در کابل به پایان رسانید و توانست گواهی ۱۲ پاس خود را از کشور روسیه کسب کند.

## دیگر فعالیت‌ها
دیگر فعالیت‌های ایشان:
- مدیر شرکت.